# Arosa (Guimarães)
Arosa é uma povoação portuguesa do Município de Guimarães que foi sede da extinta Freguesia de Arosa, freguesia que tinha 1,96 km² de área e 499 habitantes (2011), e, por isso, uma densidade populacional de 254,6 hab/km².
A Freguesia de Arosa foi extinta em 2013, no âmbito de uma reforma administrativa nacional, para, em conjunto com a  Freguesia de Castelões, formar uma nova freguesia denominada União das Freguesias de Arosa e Castelões com a sede em Arosa.

## População
| População da freguesia de Arosa (1864 – 2011) | População da freguesia de Arosa (1864 – 2011) | População da freguesia de Arosa (1864 – 2011) | População da freguesia de Arosa (1864 – 2011) | População da freguesia de Arosa (1864 – 2011) | População da freguesia de Arosa (1864 – 2011) | População da freguesia de Arosa (1864 – 2011) | População da freguesia de Arosa (1864 – 2011) | População da freguesia de Arosa (1864 – 2011) | População da freguesia de Arosa (1864 – 2011) | População da freguesia de Arosa (1864 – 2011) | População da freguesia de Arosa (1864 – 2011) | População da freguesia de Arosa (1864 – 2011) | População da freguesia de Arosa (1864 – 2011) | População da freguesia de Arosa (1864 – 2011) |
| --------------------------------------------- | --------------------------------------------- | --------------------------------------------- | --------------------------------------------- | --------------------------------------------- | --------------------------------------------- | --------------------------------------------- | --------------------------------------------- | --------------------------------------------- | --------------------------------------------- | --------------------------------------------- | --------------------------------------------- | --------------------------------------------- | --------------------------------------------- | --------------------------------------------- |
| 1864                                          | 1878                                          | 1890                                          | 1900                                          | 1911                                          | 1920                                          | 1930                                          | 1940                                          | 1950                                          | 1960                                          | 1970                                          | 1981                                          | 1991                                          | 2001                                          | 2011                                          |
| 308                                           | 315                                           | 306                                           | 286                                           | 325                                           | 283                                           | 359                                           | 414                                           | 470                                           | 537                                           | 584                                           | 522                                           | 580                                           | 674                                           | 499                                           |